# Ndey Conteh-Jallow
Ndey Isatou Conteh-Jallow, auch Ndey Conteh oder Ndey Jallow (geb. in den 1940er Jahren oder Anfang der 1950er Jahre in Bathurst, heute Banjul), ist eine gambische Unternehmerin.

## Leben
Conteh-Jallow kam im Zentrum von Bathurst (heute Banjul) in der 13 Primet Street zur Welt. Sie besuchte dort die Muhammadan Lower Basic School und die Gambia High School (heute Gambia Senior Secondary School). Im Anschluss bildete sie sich 1970/71 an der Government Clerical School (heute Gambia Technical Training Institute, GTTI) zur Buchhalterin weiter.
Von 1971 bis 1986 arbeitete sie in der gambischen Einkommenssteuerbehörde (Income Tax Office). Nach dem Verlassen des öffentlichen Dienstes gründete sie das Unternehmen N and J’s Enterprise in Serekunda, mit dem sie Baumaterialien, Kinderkleidung und Textilien verkaufte. Später wurde das Geschäft zu einer reinen Modeboutique. Im Jahr 2002 gehörte sie zu den Gründern des Taku Legaye Bu Ndey Conteh Skills Training Center in Bundung, das Weiterbildungen für gambische Jugendliche anbietet. Ab Juli 2007 war sie Generalsekretärin der neu gegründeten Alliance for Gambian Women in Business.
Conteh-Jallow wurde 2009 zur Präsidentin der gambischen Sektion der Federation of Business Women and Entrepreneurs der Westafrikanischen Wirtschaftsgemeinschaft ECOWAS (ECOWAS-FEBWE) gewählt, die Unternehmerinnen in Westafrika vertritt und beim Aufbau von Unternehmen unterstützt. Diese Position hatte sie bis mindestens 2012 inne. Im Jahr 2010 war sie Gründungsmitglied und erste Präsidentin der Association for Gambian Women Empowerment (AGWE), die Unterstützung insbesondere für kleinere Unternehmerinnen in ländlichen Gebieten durch Mikrokredite und Beratung anbietet. Außerdem war sie für eine Amtszeit Mitglied des Interim Management Committee des Kanifing Municipal Council und Schatzmeisterin der Gambia National Women Federation.
Sie wurde 2009 vom gambischen Präsidenten Yahya Jammeh mit dem Order of the Republic of The Gambia in der Stufe Member ausgezeichnet.

## Familie
Conteh-Jallow entstammt einer bedeutenden gambischen Familie. Sie ist die Tochter von Fatou Sanneh Conteh und Alhagie/Alhaji Kebba Conteh (gest. Juli/August 2001). Ihr Vater war Arzt am Royal Victoria Teaching Hospital (heute Edward Francis Small Teaching Hospital), Apotheker und um 1981 Bürgermeister der gambischen Hauptstadt Banjul sowie bis Januar 2001 Alkalo von Bundung, einem Ortsteil von Kanifing Municipal. Ihr Großvater väterlicherseits war Bala Conteh, der dort mehr als 20 Jahre Alkalo war.
Zu ihren Geschwistern zählen Basirou Conteh, Momodou Conteh und der Politiker Abdoulie Conteh, langjähriger Vorsitzender des Kanifing Municipal Council.
Conteh-Jallow heiratete und hat mindestens ein Kind.